# 嘉義仁武宮
23°28′53.4″N 120°27′2.6″E / 23.481500°N 120.450722°E
嘉義仁武宮，是一間主祀保生大帝的廟宇，位於臺灣嘉義市東區，該廟主神據說是在鄭經西征時從今高雄市仁武區調到諸羅地區鎮守的部隊隨迎來的，諸羅知縣毛鳳綸建廟時即因主神是仁武鎮官兵迎來而將廟名取為「仁武宮」。後於民國87年（1998年）4月30日公告為市定古蹟。

## 沿革
仁武宮的主神保生大帝是明鄭仁武鎮官兵自泉州所迎來，他們從今高雄仁武調到嘉義市一帶駐守時亦將神像迎去，而後建小祠祭祀，作為營鎮的守護神。清康熙40年（1701年）時正式建廟，諸羅知縣毛鳳綸因為主神是仁武鎮官兵所迎來的，遂將廟宇命名為「仁武宮」。《諸羅縣志》卷十二雜記志「寺廟」條亦有記載：「保生大帝廟，在縣治西門外，康熙四十年耆老募建，祀真君也。」仁武宮在建廟後，曾在雍正、乾隆、嘉慶、道光及咸豐期間，歷經多次修建與增建。
日本明治39年（1906年），仁武宮在梅山地震中受損，後於大正9年（1920年）重建。日治末期，由於正值皇民化運動期間，嘉義市尹川添修平大舉廢除嘉義市內63座寺廟，將主神神像全集中到嘉義城隍廟，仁武宮亦受影響，在昭和13年（1938年）時將神像寄奉在城隍廟。之後仁武宮的廟產充公，被伴八郎拿來開設南和商行，期間造成仁武宮除神像及古香爐等物以外的文物全部遺失。
第二次世界大戰之後，嘉義市的仕紳才在民國34年（1945年）時集資將仁武宮產權買回來，並於民國36年正月初一（1947年1月22日）恭迎保生大帝歸廟安座。之後1961年進行重修前殿廟壁及廟頂，並以水泥柱新建四柱亭等工程後，多次陸續整修廟宇各處，並在民國74年（1985年）經廟方管理委員會通過，於原廟基後方擴建後殿，後殿於民國80年（1991年）完工。
民國88年（1999年），仁武宮廟體因921大地震再度受損，嘉義市政府後於民國92年（2003年）撥款修繕古蹟維護，於2年後完成修復工程，目前由廟方進行管理維護。

## 建築設計
仁武宮過去為兩進兩廊式建築，後因增建而變成三進兩廊式，由前殿、內埕、正殿及新建的後殿所組成。但大致上仍有廟宇原貌與架構。，目前廟宇都是以樟木為結構，正殿屋架採用十二部架式樣、計心造斗栱，地坪為水泥仿六角磚，現改為混凝土造；柱珠原為磨石子作，後敲除改為花崗石，柱頭則塑成西式裝飾式樣。木石混構的裝修，廟身壁堵則使用昭和2年（1927年）所製作的石作浮雕，左右山牆飾皆有水泥仿製泥塑圖案。
除了開基保生大帝神像與清道光15年（1835年）之石香爐外，目前仁武宮已無其他清朝時期的文物，其他具有藝術價值文物包含文武門神、樑畫、壁畫，均為彩繪匠師潘麗水所繪，其中門神彩繪修復已於2018年完成。
此外，仁武宮內設有保生大帝藥籤，初期藥籤分眼科、內科、外科及小兒科四類，後增加了婦科，因早期醫療資源貧乏，居民因聽聞保生大帝藥籤靈驗，都會來此求取藥籤而設立。

### 祀神
仁武宮的主神為保生大帝，除了據說是康熙年間建廟時供奉的軟身神像外，還有一尊是太子太保王得祿於嘉慶二十三年（1818年）所贈奉的神像。
而除了主神之外，廟裡所從祀的諸神還有左右護法康元帥與趙元帥、三十六官將等，之後又增祀中壇元帥、地藏王菩薩、觀世音菩薩、濟公活佛、關聖帝君、註生娘娘、三官大帝等神明。
在祭祀活動方面，每年農曆三月十三日至三月十五日為保生大帝聖誕，農曆五月初二日為保生大帝飛天升道日，農曆七月十三日則是境內普渡。

## 圖片

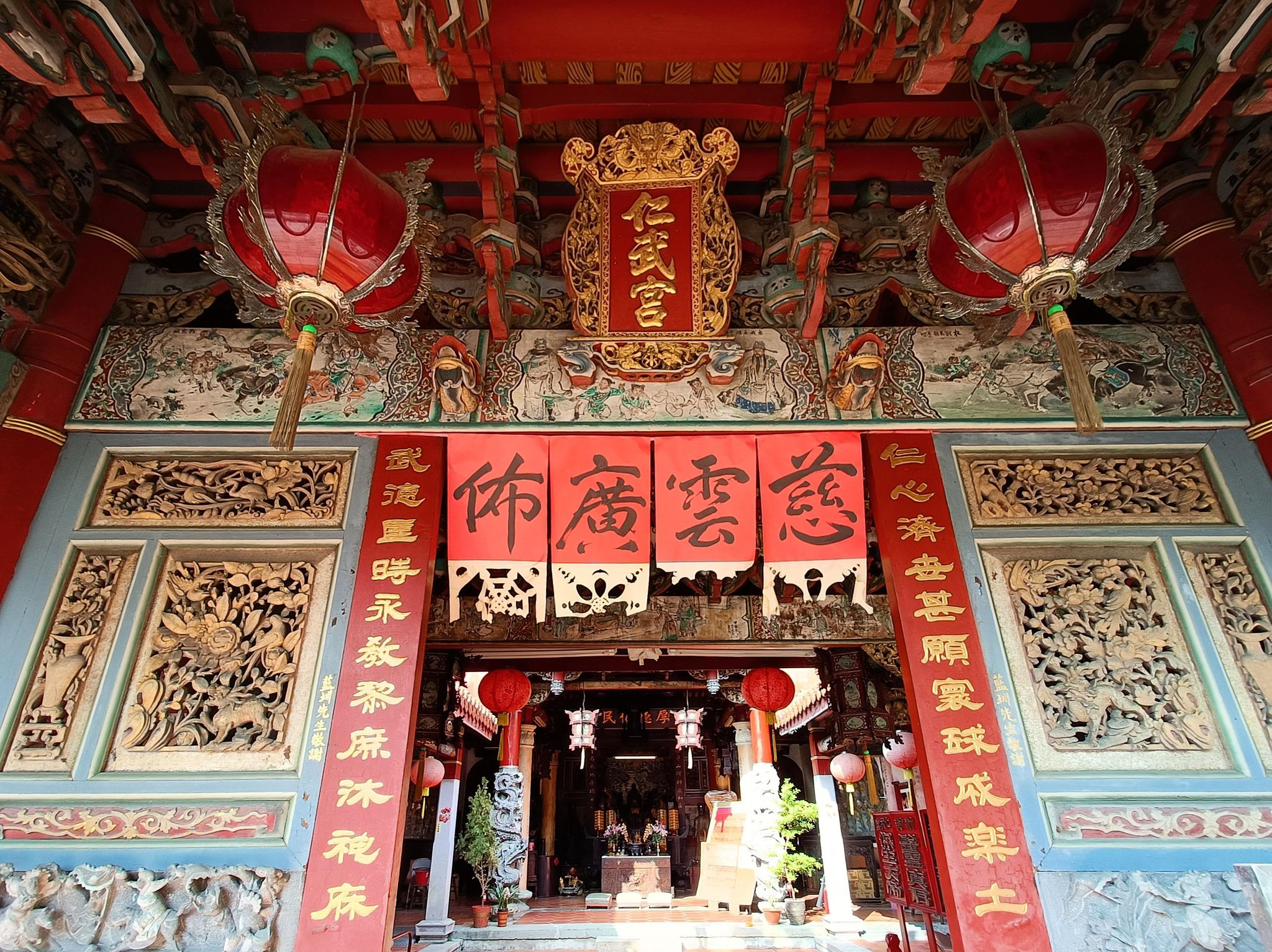
仁武宮廟名匾
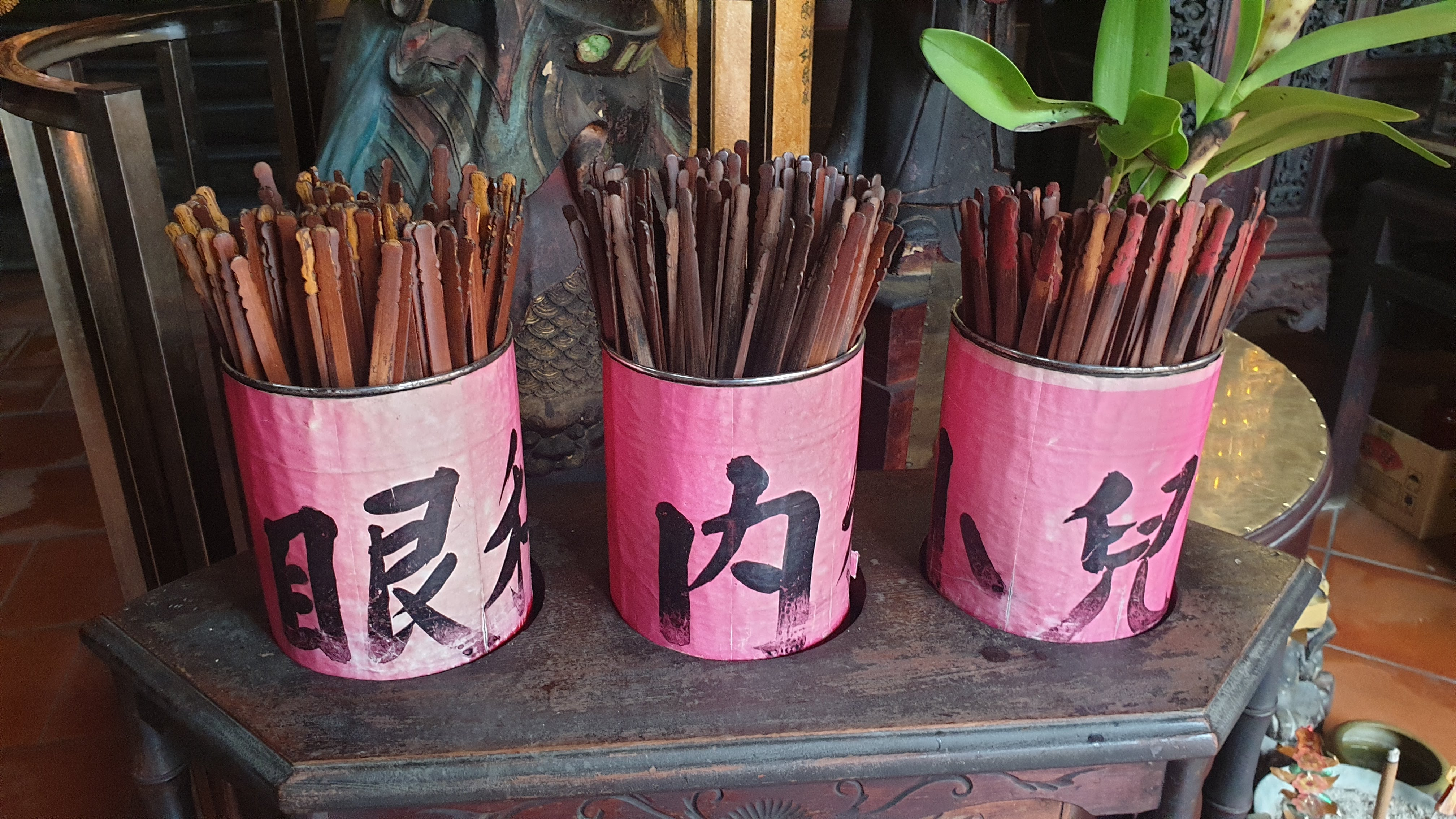
保生大帝的藥籤
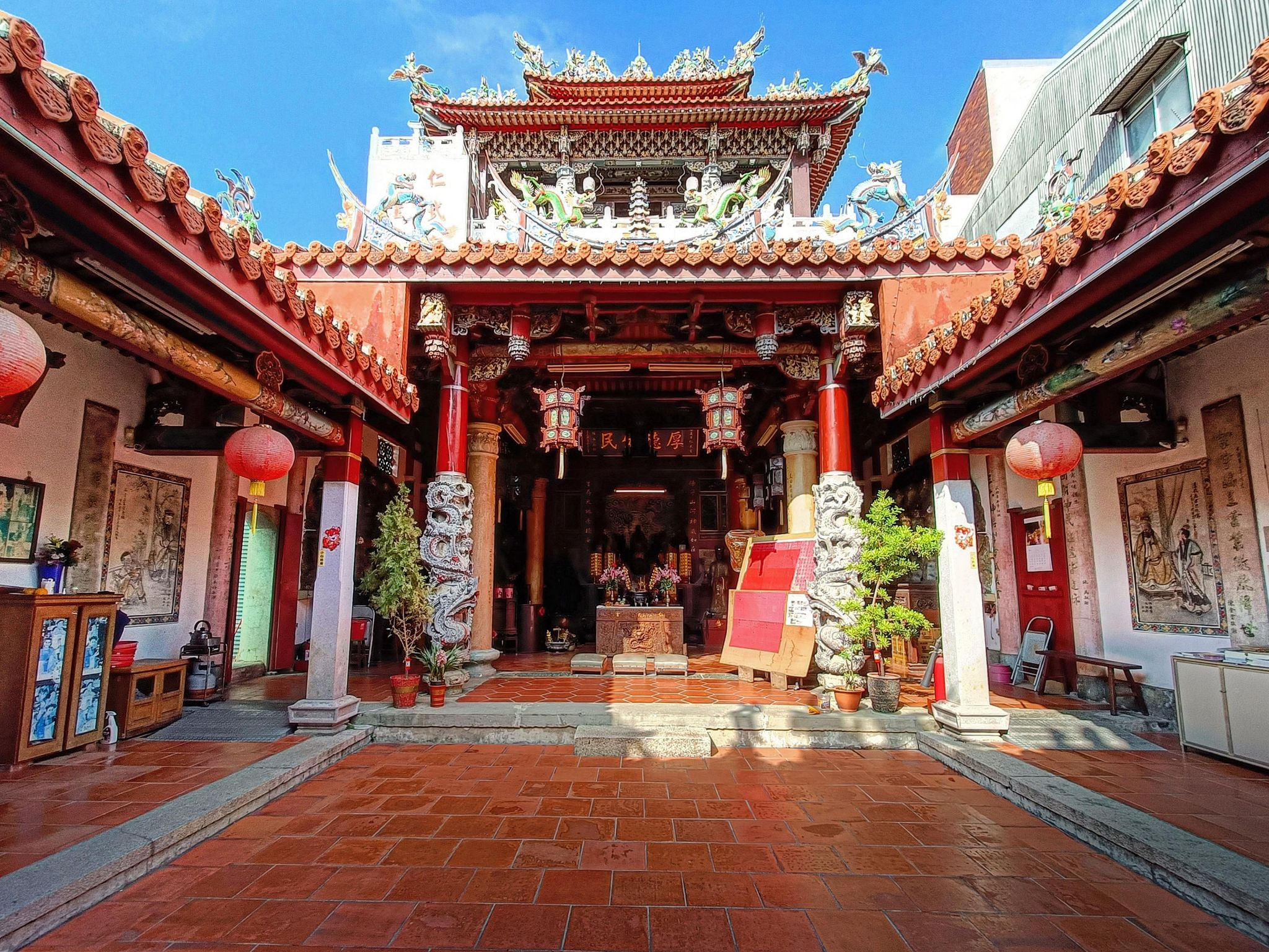
正殿
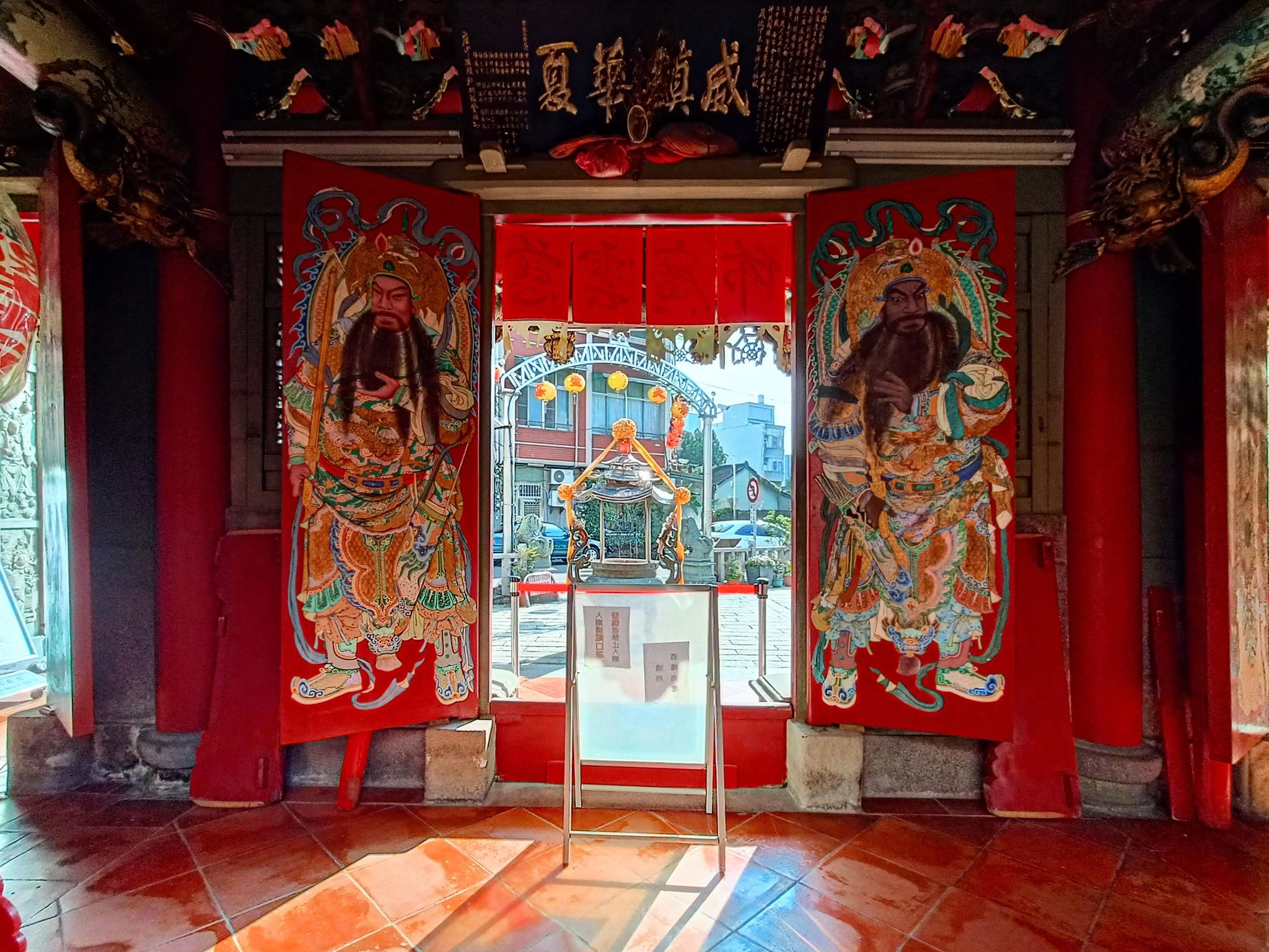
仁武宮門神彩繪

## 外部連結
- 嘉義仁武宮的Facebook專頁 （页面存档备份，存于）
- 嘉義仁武宮——文化部文化資產局 （页面存档备份，存于）
- 嘉義仁武宮——文化部iCulture （页面存档备份，存于）
- 嘉義仁武宮——臺灣宗教文化地圖 （页面存档备份，存于）
- 嘉義仁武宮——嘉義市市定古蹟嘉義仁武宮調查研究